# Liste der Stolpersteine im Prekmurje

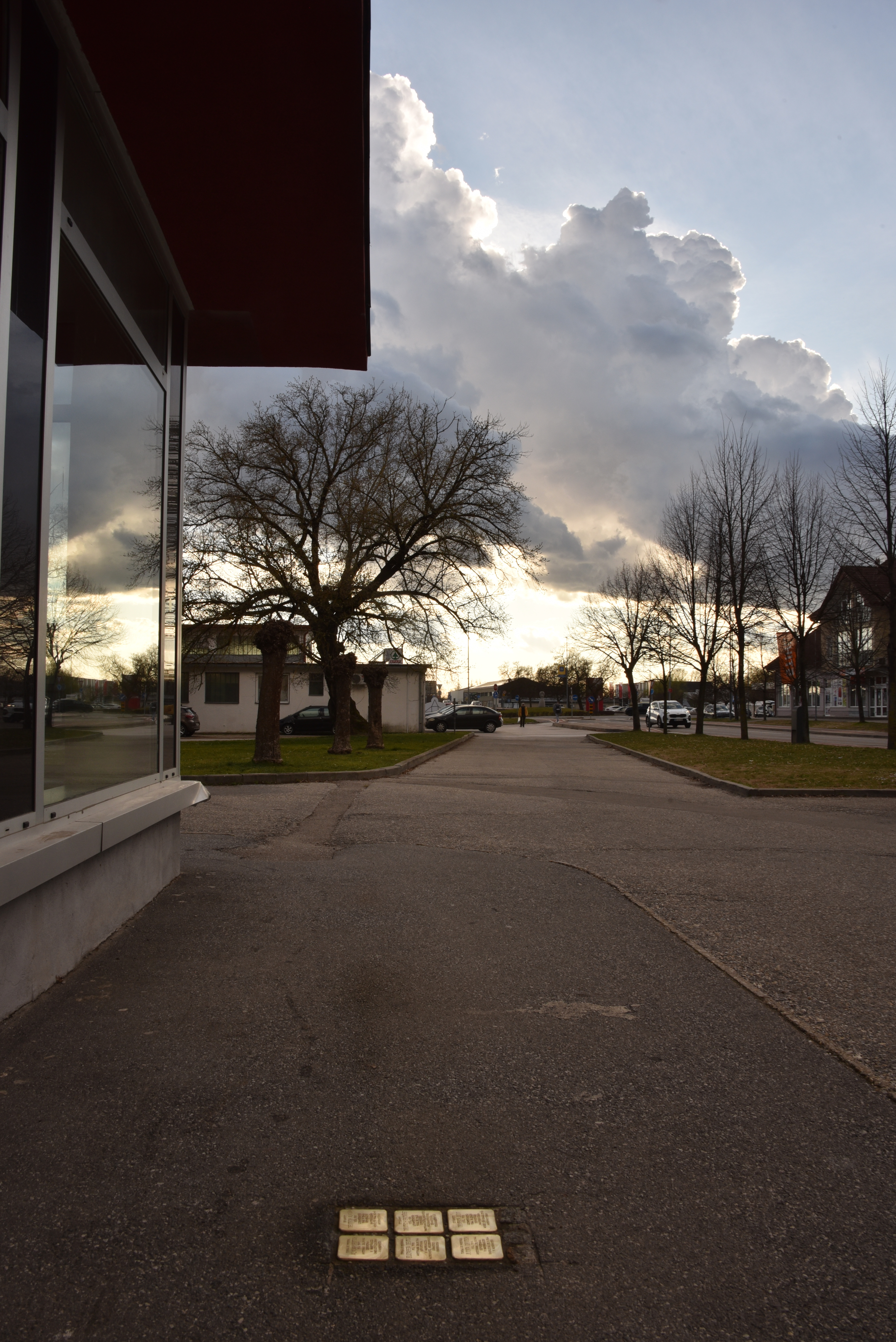
Stolpersteine in Lendava

Die Liste der Stolpersteine im Prekmurje enthält die Stolpersteine, die vom Kölner Künstler Gunter Demnig in der slowenischen Region Prekmurje verlegt wurden. Stolpersteine erinnern an das Schicksal der Menschen, die von den Nationalsozialisten ermordet, deportiert, vertrieben oder in den Suizid getrieben wurden.
Stolpersteine liegen im Regelfall vor dem letzten selbstgewählten Wohnsitz des Opfers. Die ersten Verlegungen in dieser Region erfolgten am 17. September 2019 in Lendava und Murska Sobota.

## Verlegte Stolpersteine

### Lendava
In Lendava wurden zweimal 19 Stolpersteine an fünf Adressen verlegt, jeder Stolperstein in zwei Sprachen (slowenisch und ungarisch).
| Stolpersteine | Übersetzung | Verlegeort              | Name, Leben                            |
| ------------- | --- | ----------------------- | -------------------------------------- |
|               | HIER WOHNTE ALEXANDER BALKÁNYI GEB. 1902 VERHAFTET 26.3.1945 DEPORTIERT NACH MURSKA SOBOTA ERMORDET 31.3.1945 IN MURSKI ČRNCI         | Glavna ulica 46 ·       | Aleksander Balkányi                    |
|               | HIER WOHNTE DORA BALKÁNYI GEB. MAYER, 1872 VERHAFTET 26.4.1944 DEPORTIERT NACH NAGYKANIZSA ERMORDET 22.5.1944 IN AUSCHWITZ            | Glavna ulica 46 ·       | Dora Balkányi                          |
|               | HIER WOHNTE ELIZABETA BALKÁNYI GEB. MENCS, 1909 VERHAFTET 26.3.1945 DEPORTIERT NACH MURSKA SOBOTA BEFREIT                             | Glavna ulica 46 ·       | Elizabeta Balkányi                     |
|               | HIER WOHNTE LIVIJA BLAU GEB. 1938 VERHAFTET 26.4.1944 DEPORTIERT NACH NAGYKANIZSA ERMORDET 21.5.1944 IN AUSCHWITZ                     | Glavna ulica 13 ·       | Livija Blau                            |
|               | HIER WOHNTE LUDVIK BLAU GEB. 1903 VERHAFTET 22.4.1941 DEPORTIERT NACH OSNABRÜCK, OFFENBURG, BARKENBRÜGGE, ALEXISDORF BEFREIT          | Glavna ulica 13 ·       | Ludvik Blau                            |
|               | HIER WOHNTE MAGDA BLAU GEB. PREISS, 1914 VERHAFTET 26.4.1944 DEPORTIERT NACH NAGYKANIZSA ERMORDET 21.5.1944 IN AUSCHWITZ              | Glavna ulica 13 ·       | Magda Blau geb. Preiss                 |
|               | HIER WOHNTE ALADAR DEUTSCH GEB. 1891 VERHAFTET AM 26.4.1944 DEPORTIERT NACH NAGYKANIZSA ERMORDET AM 2.5.1944 IN AUSCHWITZ             | Trgu ljudske pravice 11 | Aladar Deutsch (1891–1944)             |
|               | HIER WOHNTE ELIZABETA DEUTSCH GEB. 1928 VERHAFTET AM 26.4.1944 DEPORTIERT NACH NAGYKANIZSA AUSCHWITZ, GELSENKIRCHEN, SÖMMERDO BEFREIT | Trgu ljudske pravice 11 | Elizabeta Deutsch (1928–)              |
|               | HIER WOHNTE JUDITA DEUTSCH GEB. 1935 VERHAFTET AM 26.4.1944 DEPORTIERT NACH NAGYKANIZSA ERMORDET AM 21.5.1944 IN AUSCHWITZ            | Trgu ljudske pravice 11 | Judit Deutsch (1935–1944)              |
|               | HIER WOHNTE ÉVA NÁDAI GEB. POLLÁK, 1915 VERHAFTET AM 26.4.1944 DEPORTIERT NACH NAGYKANIZSA ERMORDET AM 21.5.1944 IN AUSCHWITZ         | Glavna ulica 30         | Éva Nádai, geborene Pollák (1915–1944) |
|               | HIER WOHNTE LÁSZLÓ/LADISLAV NÁDAI GEB. 1903 VERHAFTET AM 26.4.1944 DEPORTIERT NACH NAGYKANIZSA, AUSCHWITZ ERMORDET 1945 IN BUCHENWALD | Glavna ulica 30         | László/Ladislav Nádai (1903–1945)      |
|               | HIER WOHNTE PETER NÁDAI GEB. 1935 VERHAFTET AM 26.4.1944 DEPORTIERT NACH NAGYKANIZSA ERMORDET AM 21.5.1944 IN AUSCHWITZ               | Glavna ulica 30         | Peter Nádai (1935–1944)                |
|               | HIER WOHNTE EMIL POLLÁK GEB. 1875 VERHAFTET AM 26.4.1944 DEPORTIERT NACH NAGYKANIZSA ERMORDET AM 21.5.1944 IN AUSCHWITZ               | Glavna ulica 30         | Emil Pollák (1875–1944)                |
|               | HIER WOHNTE EMÍLIA POLLÁK GEB. POLITZER, 1892 VERHAFTET AM 26.4.1944 DEPORTIERT NACH NAGYKANIZSA ERMORDET AM 21.5.1944 IN AUSCHWITZ   | Glavna ulica 30         | Emília Pollák (1892–1944)              |
|               | HIER WOHNTE JOSIP SCHWARZ GEB. 1902 VERHAFTET 26.4.1944 DEPORTIERT NACH AUSCHWITZ ERMORDET AM 17.1.1945 IN GLIWICE                    | Glavna ulica 68 ·       | Josip Schwarz                          |
|               | HIER WOHNTE ROZA SCHWARZ GEB. STEIN, 1911 VERHAFTET 26.4.1944 DEPORTIERT NACH NAGYKANIZSA ERMORDET 21.5.1944 IN AUSCHWITZ             | Glavna ulica 68 ·       | Roza Schwarz                           |
|               | HIER WOHNTE ROZA SCHWARZ GEB. WORTMAN, 1884 VERHAFTET 26.4.1944 DEPORTIERT NACH NAGYKANIZSA ERMORDET 21.5.1944 IN AUSCHWITZ           | Glavna ulica 68 ·       | Roza Schwarz                           |
|               | HIER WOHNTE TOMISLAV SCHWARZ GEB. 1931 VERHAFTET 26.4.1944 DEPORTIERT NACH NAGYKANIZSA, AUSCHWITZ, JAWISZOWICE, BUCHENWALD BEFREIT    | Glavna ulica 68 ·       | Tomislav Schwarz                       |
|               | HIER WOHNTE VERA SCHWARZ GEB. 1939 VERHAFTET 26.4.1944 DEPORTIERT NACH NAGYKANIZSA ERMORDET 21.5.1944 IN AUSCHWITZ                    | Glavna ulica 68 ·       | Vera Schwarz                           |

### Murska Sobota
In Murska Sobota wurden elf Stolpersteine an drei Adressen verlegt.
| Stolperstein | Übersetzung | Verlegeort                | Name, Leben               |
| ------------ | --- | ------------------------- | ------------------------- |
|              | HIER WOHNTE BELA BERGER GEB. 1877 VERHAFTET 26.4.1944 DEPORTIERT NACH NAGYKANIZSA ERMORDET 22.5.1944 IN AUSCHWITZ                      | Ulica Staneta Rozmana 1 · | Bela Berger               |
|              | HIER WOHNTE LAURA BERGER GEB. KAISER, 1889 VERHAFTET 26.4.1944 DEPORTIERT NACH NAGYKANIZSA ERMORDET 22.5.1944 IN AUSCHWITZ             | Ulica Staneta Rozmana 1 · | Laura Berger geb. Kaiser  |
|              | HIER WOHNTE LIZA BERGER GEB. 1910 VERHAFTET 26.4.1944 DEPORTIERT NACH AUSCHWITZ, GLEIWITZ, BRESLAU, THERESIENSTADT BEFREIT             | Ulica Staneta Rozmana 1 · | Liza Berger               |
|              | HIER WOHNTE KATARINA FRIM GEB. POLLAK, 1914 FLUCHT NACH PAPÓ VERHAFTET 1.6.1944 ERMORDET 8.7.1944 IN AUSCHWITZ                         | Slovenska ulica 47 ·      | Katarina Frim geb. Pollak |
|              | HIER WOHNTE LADISLAV FRIM GEB. 1904 VERHAFTET 20.4.1944 ERMORDET 23.4.1945 IN MAUTHAUSNU                                               | Slovenska ulica 47 ·      | Ladislav Frim             |
|              | HIER WOHNTE NIKOLAJ FRIM GEB. 1940 FLUCHT NACH PAPÓ VERHAFTET 1.6.1944 ERMORDET 8.7.1944 IN AUSCHWITZ                                  | Slovenska ulica 47 ·      | Nikolaj Frim              |
|              | HIER WOHNTE SIGMUND FRIM GEB. 1865 VERHAFTET 26.4.1944 DEPORTIERT NACH NAGYKANIZSA ERMORDET 22.5.1944 IN AUSCHWITZ                     | Slovenska ulica 47 ·      | Sigmund Frim              |
|              | HIER WOHNTE ANDREJ HAHN GEB. 1932 VERHAFTET 26.4.1944 DEPORTIERT NACH NAGYKANIZSA ERMORDET 22.5.1944 IN AUSCHWITZ                      | Slomškova ulica 23 ·      | Andrej Hahn               |
|              | HIER WOHNTE IRENA HAHN GEB. KEMÉNY, 1902 VERHAFTET 26.4.1944 DEPORTIERT NACH NAGYKANIZSA ERMORDET 22.5.1944 IN AUSCHWITZ               | Slomškova ulica 23 ·      | Irena Hahn geb. Kemény    |
|              | HIER WOHNTE ŠARIKA HAHN GEB. 1928 VERHAFTET 26.4.1944 DEPORTIERT NACH NAGYKANIZSA, AUSCHWITZ, GEISLINGEN AN DER STEIGE, ALLACH BEFREIT | Slomškova ulica 23 ·      | Šarika Hahn               |

### Šalovci
In Šalovci wurden an einer Adresse vier Stolpersteine verlegt.
| Stolperstein | Übersetzung | Verlegeort  | Name, Leben                                  |
| ------------ | --- | ----------- | -------------------------------------------- |
|              | HIER WOHNTE ELIZABETA SCHÖNAUER GEB. LEITNER, 1904 VERHAFTET 10.5.1944 DEPORTIERT NACH MONOŠTER, SZOMBATHELY ERMORDET 7.7.1944 IN AUSCHWITZ  | Šalovci 161 | Elizabeta Schönauer geb. Leitner (1904–1944) |
|              | HIER WOHNTE HELENA SCHÖNAUER GEB. 1929 VERHAFTET 10.5.1944 DEPORTIERT NACH MONOŠTER, SZOMBATHELY ERMORDET 7.7.1944 IN AUSCHWITZ              | Šalovci 161 | Helena Schönauer (1929–1944)                 |
|              | HIER WOHNTE JULIJ SCHÖNAUER GEB. 1894 VERHAFTET 10.5.1944 DEPORTIERT NACH MONOŠTER, SZOMBATHELY, AUSCHWITZ ERMORDET 28.2.1945 IN FLOSSENBÜRG | Šalovci 161 | Julij Schönauer (1894–1945)                  |
|              | HIER WOHNTE LADISLAV SCHÖNAUER GEB. 1927 VERHAFTET 10.5.1944 DEPORTIERT NACH MONOŠTER, SZOMBATHELY ERMORDET 7.7.1944 IN AUSCHWITZ            | Šalovci 161 | Ladislav Schönauer (1927–1944)               |

## Verlegedaten

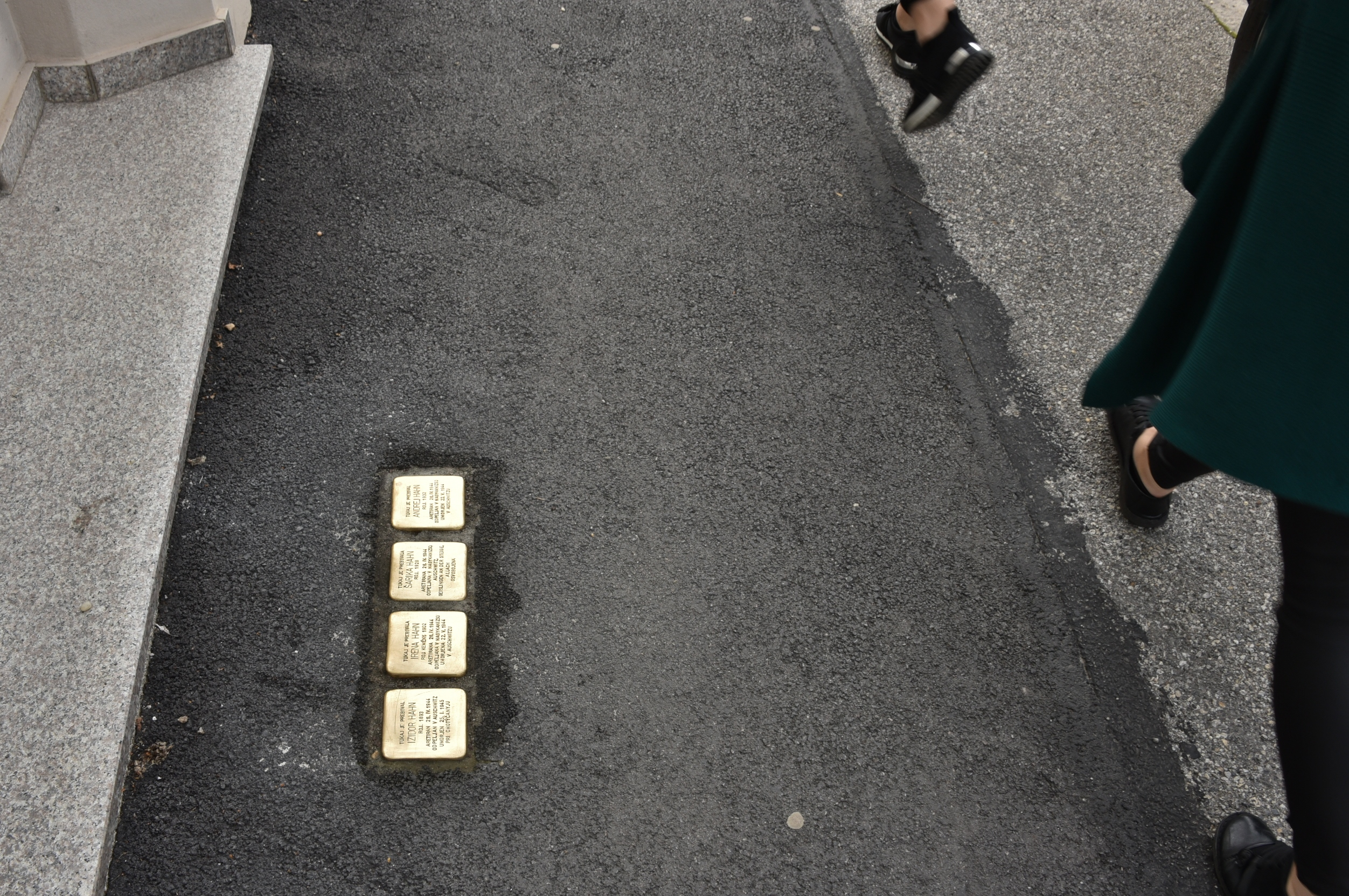
Stolpersteine in Murska Sobota

Die Verlegungen erfolgten an folgenden Tagen:
- 17. September 2019: Lendava (Glavna ulica 13, Glavna ulica 46, Glavna ulica 68), Murska Sobota[2]
- 4. Juli 2022: Lendava (Glavna Ulica 30, Trg Ljudske pravica 11), Šalovci[3]